# L'Apparition de la Vierge à saint Bernard (Filippino Lippi)
Pour les articles homonymes, voir L'Apparition de la Vierge à saint Bernard.
L'Apparition de la Vierge à saint Bernard  (en italien : Apparizione della Madonna a san Bernardo scrivente ou Pala della Badia) est une peinture religieuse de Filippino Lippi, réalisée en 1486, et exposée dans l'église de la Badia Fiorentina  de Florence.

## Histoire
Commandée au maître pour la chapelle de Francesco del Pugliese par son dernier fils Piero, l'œuvre était destinée au monastère delle Campora près de la porta Romana de Florence, détruite pendant le siège de la ville de 1529-1530. Elle fut transférée alors à la Badia Fiorentina.

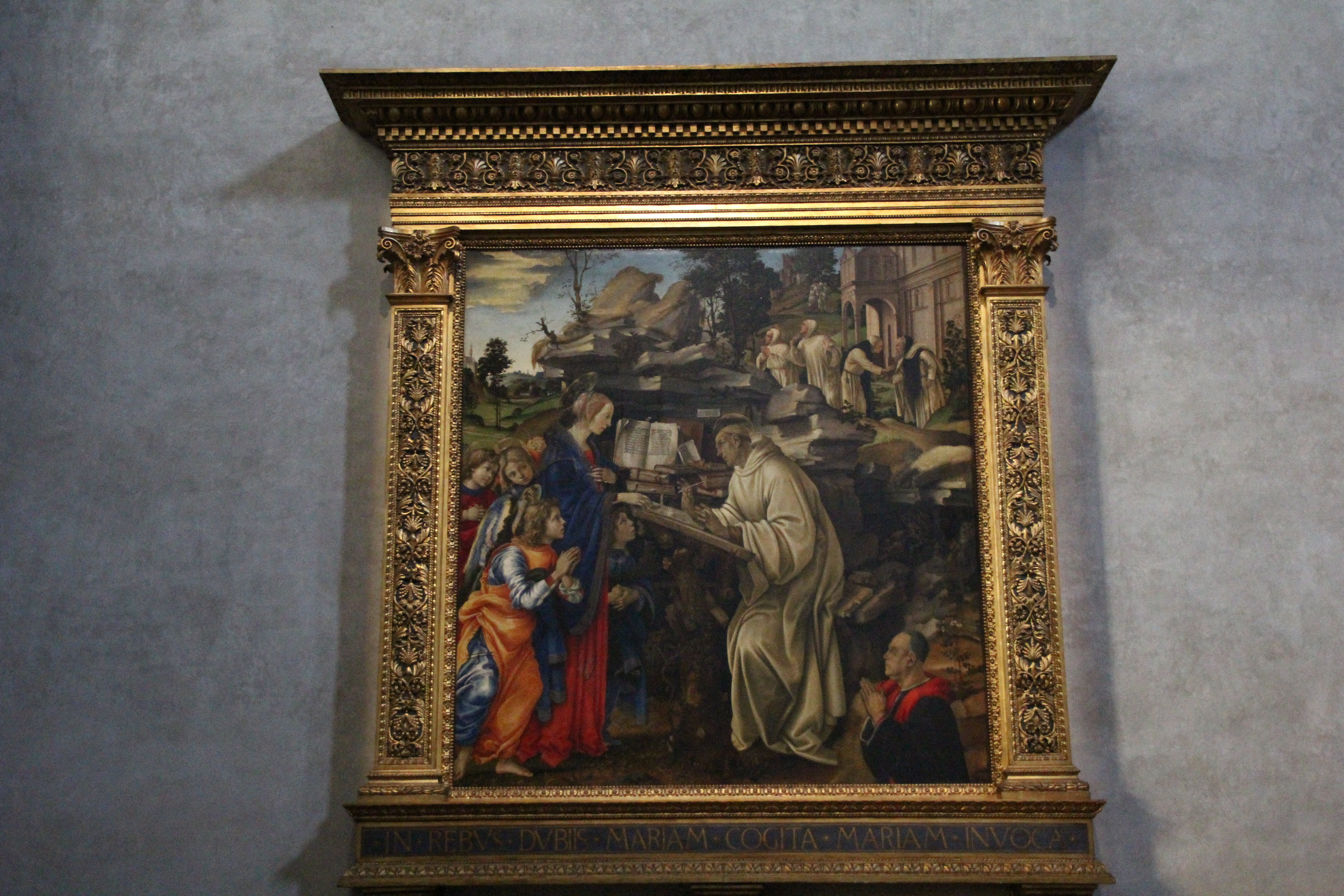
Dans son encadrement d'origine.

La date de la réalisation de l'œuvre, d'abord de 1480 par une notice erronée de Puchinelli, fut rectifiée en  1482 par Scharf, qui précisa que l'année 1486, est la date de la réalisation de l'encadrement.

## Thème

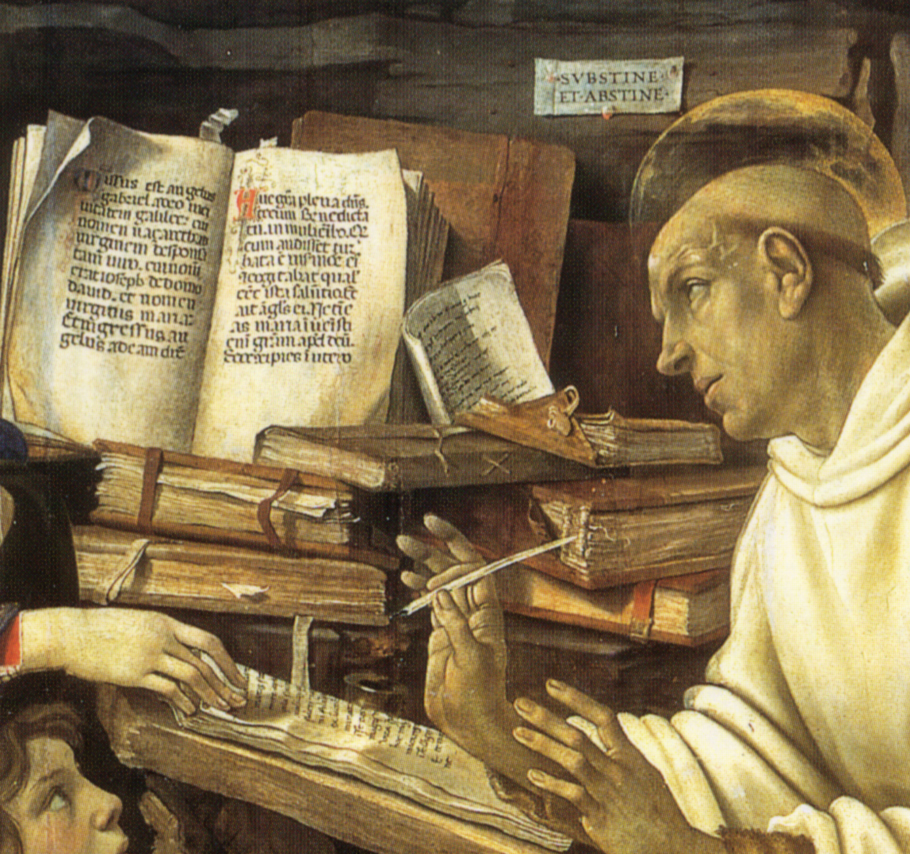
Détail avec le cartellino.

L'Apparition de la Vierge à saint Bernard est un thème de l'iconographie chrétienne qui montre saint Bernard de Clairvaux (1090-1153) à son pupitre, écrivant et recevant la visite de la Vierge Marie, une apparition  au fondateur de l'abbaye de Clairvaux ayant participé au développement du culte marial.

## Description
Dans un enchevêtrement de roches  stratifiées, saint Bernard trône devant une table de travail, un lutrin construit  de planches sur un tronc d'arbre coupé, son siège également est hétéroclite, l'amoncellement de livres superposés ou ouverts du fond est prolongé par la roche. Il tient la plume nécessaire à son écriture de la main droite regardant la Vierge située à gauche accompagnée d'anges de la stature d'enfants. La Vierge habillée de rouge et de bleu pose une main sur la page du livre ouvert. D'autres moines en habits blancs sont visibles dans le haut droit du tableau devant une architecture religieuse, un autre groupe plus lointain se profile vers un sommet comportant également une construction.
Le paysage se prolonge à gauche au-delà du sommet des rochers du centre, par une ville et ses clochers.
Les personnages saints du premier plan portent une auréole elliptique, remplie de dorure. Un cartellino est plaqué sur la roche au-dessus de la tête de saint Bernard affichant une maxime en latin du stoïcien Épictète : SVBSTINE ET ABSTINE (« supporte et abstiens-toi ! »).
Le commanditaire du tableau est vu en bas à droite, en buste et priant les mains jointes.

## Analyse
L'amoncellement de roches stratifiées et leur texture  adopte la même forme de la pile de  livres qu'il prolonge. Une coupure diagonale isole le monde conventuel du reste de la composition occupé par le monde terrestre (le paysage lointain et la ville) accompagné du monde céleste de Marie et des anges.
Le commanditaire est manifestement dessiné en dehors du cadre, assistant à la scène de  la représentation picturale, depuis son temps.
L'influence de la peinture flamande est patente dans le soin porté aux détails des paysages.
Les figures de la Vierge et des anges seraient celles de la famille du commanditaire.

## Sources
- (it) Cet article est partiellement ou en totalité issu de l’article de Wikipédia en italien intitulé « Apparizione della Vergine a san Bernardo (Filippino Lippi) » (voir la liste des auteurs).